# ألفريد ليتلتون
ألفريد ليتلتون (7 فبراير 1857 - 5 يوليو 1913) سياسي ورياضي بريطاني من عائلة ألفريد الذي برع في كل من كرة القدم والكريكيت. خلال فترة دراسته في الجامعة، شارك في مباريات الجامعة في خمس رياضات: الكريكيت (1876-1879)، وكرة القدم (1876-1878)، وألعاب القوى (1876؛ تم اختياره لرمي المطرقة)، والمضارب (1877-1879) والتنس الحقيقي (1877-1879)، حيث أظهر قدرة جعلته بلا شك الرياضي الأبرز في جيله؛ وكان منافسه الوحيد من حيث التنوع هو كوثبرت أوتاواي من أكسفورد. وكان، من بين العديد من الإنجازات الأخرى، أول رجل يمثل إنجلترا في كل من كرة القدم والكريكيت. وكان ألفريد أيضًا سياسيًا ناجحًا وشغل منصب وزير الدولة للمستعمرات بين عامي 1903 و1905.

## الخلفية والتعليم
كان ألفريد هو الطفل الثاني عشر والأصغر لجورج ألفريد، بارون ألفريد الرابع، من زوجته الأولى ماري، ابنة السير ستيفن جلين، البارون الثامن. كان تشارلز ألفريد، الفيكونت الثامن كوبهام، والسير نيفيل ألفريد والقس آرثر ألفريد إخوته الأكبر، ورئيس الوزراء ويليام إيوارت جلادستون عمه بالزواج. وكان من أقاربه أيضًا ابن أخيه الأكبر، عازف البوق الجاز همفري ألفريد. تلقى ألفريد تعليمه في إيتون - حيث كان رئيسًا لموسيقى البوب، وكلية ترينيتي في كامبريدج. في كامبريدج، كان عضوًا في نادي جامعة بيتسبرغ  ولعب لصالح كامبريدج ضد أكسفورد في مباراة التنس الجامعية الحقيقية. 

## مسيرة الكريكيت
لعب ألفريد لعبة الكريكيت من الدرجة الأولى لصالح جامعة كامبريدج، وكان قائدًا للفريق في عام 1879. بعد نزوله من الجامعة، مثل ميدلسكس، حيث كان حارس مرمى مشهورًا. خلال مسيرته في لعبة الكريكيت، جمع ألفريد ما مجموعه 4429 جولة من الدرجة الأولى بمعدل 27.85، وسجل سبعة قرون. بصفته حارسًا للويكيت، حصل على 134 صيدًا و70 كرة مقطوعة. حصل على المركز الثالث في متوسطات الدرجة الأولى الوطنية في عام 1879 بـ 688 جولة بمعدل 28.66. أثناء تمثيله لميدلسكس، مثل أيضًا مقاطعة ورشيسترشاير (1874-1885)، والتي لم تكن آنذاك مقاطعة من الدرجة الأولى.
في أوائل ثمانينيات القرن التاسع عشر، لعب فريق ألفريد أربع مباريات اختبارية ضد أستراليا، وكان أبرزها تلك التي أقيمت في ذا أوفال في عام 1884. خلال هذه المباراة، وصلت أستراليا إلى إجمالي 500 نقطة لستة، وهو رقم غير مسبوق في ذلك الوقت، وأصبح قائد إنجلترا، اللورد هاريس، يائسًا للغاية من تحقيق اختراق حتى أنه طلب من حارس الويكيت الخاص به، ألفريد، أن يلعب الكرة. احتفظ WG Grace بالويكيت بينما أرسل ألفريد سلسلة من الكرات العالية تحت الإبط، ونجح بشكل ملحوظ في الحصول على آخر أربع ويكيتات أسترالية مقابل 19 جولة فقط خلال اثنتي عشرة جولة من أربع كرات.  كان رئيسًا لنادي ماريليبون للكريكيت في عام 1898.

## مسيرته الكروية

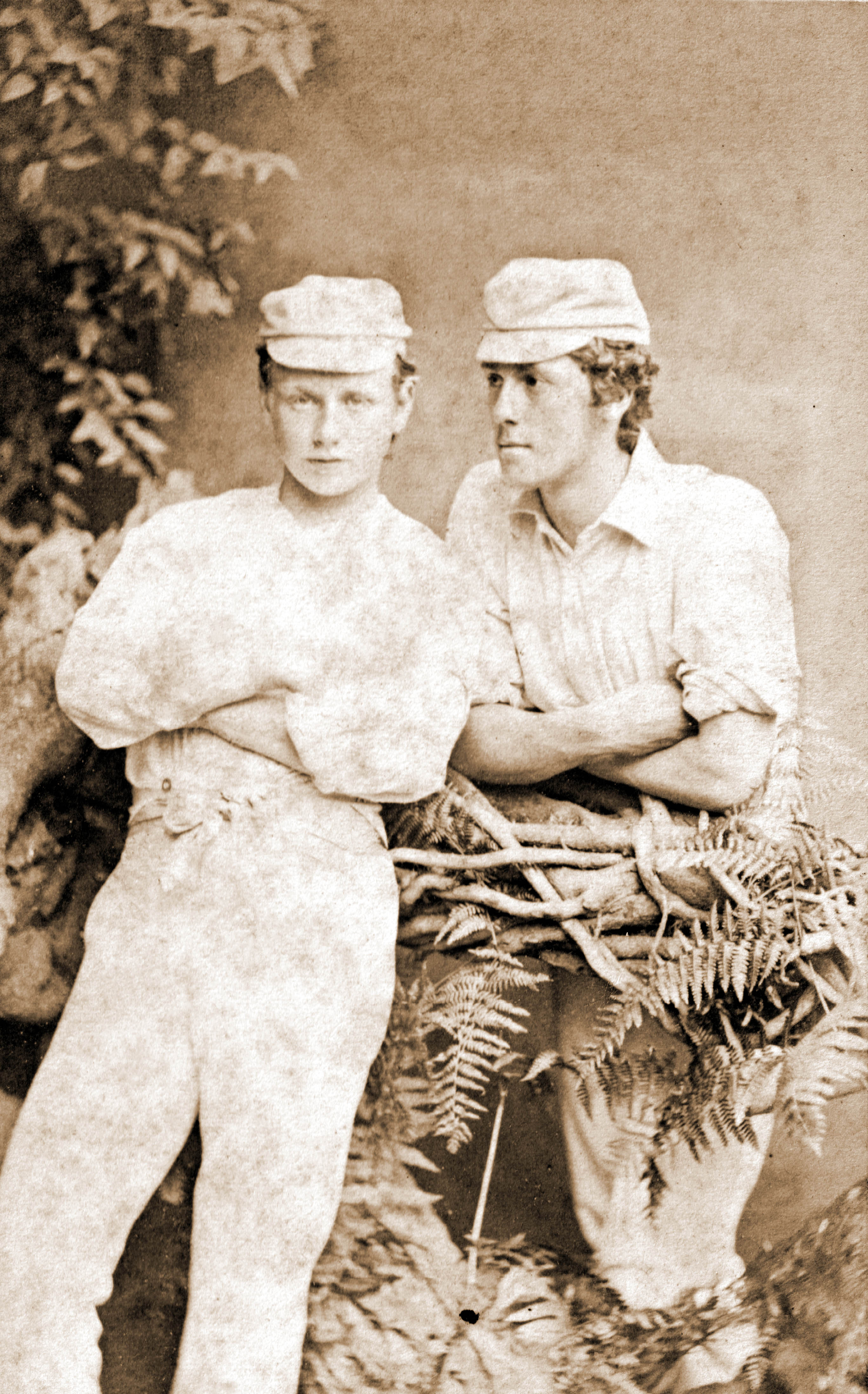
ألفريد (يسار) وشقيقه الأكبر إدوارد في إيتون، حوالي عام 1872

كان ألفريد أيضًا لاعب كرة قدم متحمسًا وماهرًا، حيث لعب لصالح كامبريدج وأولد إيتونيانز وفاز بمباراة واحدة لصالح إنجلترا ضد اسكتلندا في 3 مارس 1877. كان الإنجاز الأبرز الذي حققه ألفريد كلاعب جامعي هو الثلاثية التي سجلها لمساعدة كامبريدج على الفوز 5-1 على أكسفورد في عام 1878. بصفته لاعبًا في النادي، شارك مع فريق إيتونيانز في نهائي كأس الاتحاد الإنجليزي عام 1876، وهي المباراة التي خسرها الفريق، بعد إعادة المباراة، أمام فريق رويال إنجينيرز. كلاعب دولي، سجل الهدف الوحيد في هزيمة إنجلترا 1-3 أمام اسكتلندا في عام 1877. لقد كان، كما أشار تقييم معاصر في مجلة كرة القدم السنوية، "مهاجمًا قويًا وسريعًا للغاية، وتسديدة رائعة على المرمى، وربما كان المهاجم الأكثر خطورة على الإطلاق".

وكتب شقيق ألفريد، إدوارد - وهو زميل دولي في المنتخب الإنجليزي - في مذكراته الخاصة:
لقد كان هناك لاعبون آخرون أكثر مهارة في المراوغة، وكان هناك عدد قليل جدًا من اللاعبين ذوي السرعة الأكبر، وكان هناك لاعبون أثقل وزنًا، لكنني لم أعرف أبدًا لاعبًا يجمع بين الأساسيات الثلاثة العظيمة، وأضاف إليها دقة مفاجئة في ركل الأهداف و"ضرب" خصومه. لقد مارس هذه القدرة الأخيرة من خلال هزة وركيه، وليس عن طريق خفض الكتف كما يفعل عادة، وبالتالي لم يتمكن المعتدي من رؤية أي علامة على التأثير المروع القادم. ذات مرة أثناء اللعب ضد فريق المهندسين الملكيين، رأيته يركض من أحد طرفي الملعب إلى الطرف الآخر ويسقط أربعة لاعبين على طول الطريق - حيث هاجمه آخر اثنين في نفس الوقت من كلا الجانبين، وكلاهما ارتد على ظهرهما - ويسدد الكرة في المرمى في النهاية.
كان السلاح الرئيسي لألفريد كمهاجم هو تقنية تسجيل الأهداف الفريدة والناجحة بشكل عام والتي يبدو، من المصادر المعاصرة، أنها كانت نسخة مبكرة من التحول الذي حدث في سبعينيات القرن العشرين على يد كرويف. وأوضح إدوارد ألفريد:
كان يركض نحو الزاوية ثم يستدير بسرعة نحو الداخل، ويجري موازياً للخط الخلفي، وعلى بعد حوالي عشرة ياردات منه. في هذه المرحلة، كان من المحتمل أن يلاحقه ثلاثة من الخصوم، لكنهم بالكاد تمكنوا من مواكبته. استمر هذا حتى وصل إلى مرمى آخر، ثم تم إسقاط قدم ضخمة بذكاء على الكرة، مما أدى إلى توقفها تمامًا، وبالطبع ركض جميع المطاردين لمسافة ياردة أو نحو ذلك بعيدًا، دون أن يشتبهوا في التوقف المفاجئ؛ وبالتالي كانت لديه فرصة واضحة لتحقيق الهدف.
لعب ألفريد في الأيام الأخيرة من "لعبة المراوغة"، وهو الشكل الأول من قانون الرابطة وأسلوب اللعب الذي يقدر الفردية والسيطرة الوثيقة على الكرة بدلاً من التمرير والعمل الجماعي. وفي مباراته الدولية الوحيدة، انتقد زملاؤه في المنتخب الإنجليزي بشدة محاولاته لمراوغة دفاع اسكتلندا بأكمله بمفرده، وتجرأ بيلي موسفورث، لاعب شيفيلد، على لفت انتباه زميله إلى هذا الفشل. لقد تم إسكاته من خلال انتقاد متغطرس تم الاستشهاد به باعتباره مثالاً على موقف الهواة الأوائل: "أنا ألعب"، قال ألفريد بلا خجل، "من أجل متعتي الخاصة".

## المسيرة المهنية والعامة
بعد نزوله من كامبريدج، بدأ ألفريد في دراسة القانون، وعمل كسكرتير قانوني خاص للنائب العام، السير هنري جيمس. ظل غير سياسي حتى تقاعد عمه، ولكن في عام 1894 دخل السياسة كعضو في الحزب الليبرالي الاتحادي، وانتخب لمجلس العموم في انتخابات فرعية عام 1895 كعضو في البرلمان عن وارويك وليمنجتون. في يناير 1900 تم تعيينه مستشارًا للملكة، وفي وقت لاحق من ذلك العام أرسله وزير المستعمرات جوزيف تشامبرلين إلى جنوب إفريقيا كرئيس للجنة التخطيط لإعادة الإعمار بعد حرب البوير، وهو المنصب الذي أثار إعجاب المفوض السامي لجنوب إفريقيا ألفريد ميلنر.
وبعد استقالة تشامبرلين، خلفه ألفريد في منصب وزير المستعمرات، على الرغم من قلة خبرته السياسية النسبية. لقد أثبت قراره بالسماح للعمالة الصينية المتعاقدة في جنوب أفريقيا أنه قرار مثير للجدل إلى حد كبير وأصبح قضية رئيسية بالنسبة لليبراليين في انتخابات عام 1906. كما حاول ألفريد إجراء إصلاحات طموحة لإدارة بريطانيا للمستعمرات نحو رؤية أكثر لامركزية وإمبريالية، ولكن الليبراليين الذين خلفوه تخلوا عن هذه الأفكار. بعد سقوط المحافظين من السلطة، ظل ألفريد نشطًا سياسيًا، معارضًا لإلغاء النظام الويلزي ودعم حق المرأة في التصويت. في صيف عام 1913، تعرض لضربة في بطنه أثناء مباراة كريكيت في جنوب أفريقيا. وبعد فترة وجيزة من عودته إلى بريطانيا، أصيب بالمرض في وزارة الخارجية، وأجريت له عملية جراحية أظهرت وجود خراج في معدته. لم تنجح العملية الجراحية، وتوفي في دار رعاية المسنين في أوائل شهر يوليو/تموز. أقيمت جنازته في يوم مباراة الكريكيت السنوية، وتم تعليق اللعب بين أكسفورد وكامبريدج لمدة دقيقتين كعلامة على الاحترام.

## عائلة

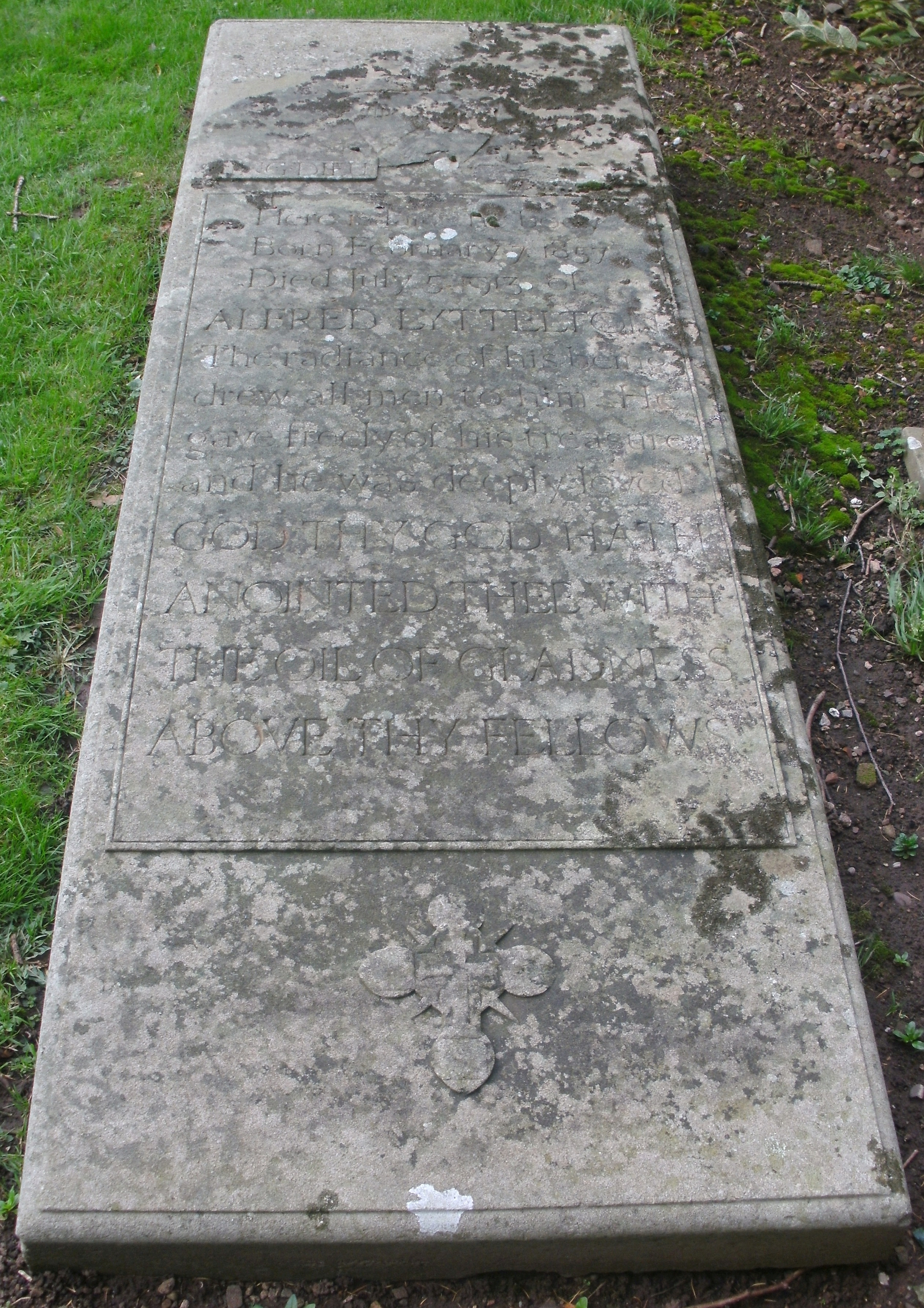
كنيسة القديس يوحنا المعمدان، هاجلي، قبر ألفريد ألفريد، حيث دُفن أيضًا رماد الفيكونت الأول تشاندوس.

كان ألفريد وزوجتاه أعضاء في المجموعة الفكرية المعروفة باسم "الأرواح".
في عام 1885 تزوج من أوكتافيا لورا، ابنة السير تشارلز تينانت، البارون الأول. عاش الزوجان في 4 شارع أبر بروك، مايفير.  ولدت لورا، كما كانت تُعرف عادةً، في عام 1862 وتوفيت في عام 1886، بعد أيام من ولادة طفلهما الوحيد، وهو ابن، توفي في عام 1888. صمم إدوارد بورن جونز نصبها التذكاري في كنيسة سانت أندرو، ميلز، واستخدم أيضًا في ذكراها ملامحها في رسم حورية البحر في لوحته أعماق البحر عام 1886. 
تزوج ألفريد للمرة الثانية من إديث صوفي، ابنة أرشيبالد بالفور، في عام 1892. كان لديهم ولدان (توفي أحدهما وهو رضيع) وابنة واحدة. أصبح ابنه الأكبر أوليفر سياسيًا ورجل أعمال بارزًا، وتم تعيينه فيكونت تشاندوس في عام 1954. توفي ألفريد في يوليو 1913، عن عمر يناهز 56 عامًا. عاشت زوجته الثانية بعد وفاته لأكثر من ثلاثين عامًا وتوفيت في سبتمبر 1948.

## روابط خارجية
- ألفريد ليتلتون على موقع Englandstats.com
- Hansard 1803–2005: ألفريد ليتلتون contributions in Parliament by ألفريد ليتلتون
- أوراق ألفريد ليتلتون وإديث ليتلتون وأوليفر ليتلتون عُقدت في مركز أرشيف تشرشل، كامبريدج